# 소장 (양나라)
소장(蕭莊, 548년 ~ 577년)은 중국 남북조 시대 양나라의 비정통 황제이다. 원제의 손자이며, 소방등의 아들이다.

## 생애
552년에 원제가 즉위한 뒤에 소장을 영가왕(永嘉王)으로 삼았다.
554년에 서위가 소찰과 더불어 강릉을 공함하고 소역을 잡아 죽였을 때, 소장은 당시 7세에 불과했고 추격을 피해 어느 민가로 도망가 숨었다. 이후 왕림(王琳)이 소장을 찾아내어 건강으로 보냈다. 그러나 건강에 도착한 소장은 경제가 즉위한 뒤에, 인질이 되어 북제로 보내졌다.
557년에 진패선이 소방지로부터 제위를 선양받아 양나라를 멸망시키고 진나라를 건국하자, 왕림 등 사람들은 양나라를 다시 일으키기 위해 북제에 소장을 돌려보낼 것을 요청했다. 왕림 등은 소장이 도착하자마자 그를 영주(郢州)에서 양나라 황제로 옹립했고, 소장은 이듬해인 558년에 연호를 천계(天啓)로 개원했다. 소장은 장강 중·상류 유역의 땅에 의지하여 진나라와 싸웠다.
560년에 왕림과 진나라의 후진(侯瑱)이 무호(蕪湖)에서 싸웠다. 그런데 이때 북주에서 군사를 보내 영주를 공격하자, 결국 왕림이 패배했고 영주는 함락되어 소장은 북제로 도망쳤다. 이로써 양나라 부흥군은 완전히 무너졌다. 소장이 북제로 달아나자, 북제는 소장을 개부의동삼사와 양왕으로 봉하고 양나라를 다시 일으키도록 허락하고 도왔다.
그러나 577년에 북제가 북주에게 멸망당하자 소장은 분통해하다가 업에서 병으로 죽으니, 향년 30세였다.

## 가족

### 부모

#### 아버지
- 소방등

## 연호
- 천계(天啓, 558년 ~ 560년)

## 참고 문헌
- 자치통감
- 양서